# Мануель Оліварес
Мануель Оліварес Лапенья (ісп. Manuel Olivares Lapeña; 2 квітня 1909, Сон-Сервера — 16 лютого 1976, Мадрид) — іспанський футболіст, що грав на позиції нападника. По завершенні ігрової кар'єри — тренер.
Виступав, зокрема, за клуби «Алавес», «Реал Мадрид» та «Реал Сарагоса», а також національну збірну Іспанії.
Дворазовий чемпіон Іспанії. Володар Кубка Іспанії.

## Клубна кар'єра
У дорослому футболі дебютував 1928 року виступами за команду клубу «Депортіво Алавес», в якій провів три сезони.
Своєю грою за цю команду привернув увагу представників тренерського штабу клубу «Реал Мадрид», до складу якого приєднався 1931 року. Відіграв за королівський клуб наступні три сезони своєї ігрової кар'єри. У складі мадридського «Реала» був одним з головних бомбардирів команди. У сезоні 1932—1933 став найкращим бомбардиром чемпіонату. За цей час двічі виборював титул чемпіона Іспанії, ставав володарем Кубка Іспанії.
Протягом 1934—1935 років захищав кольори команди клубу «Доностія».
1935 року уклав контракт з клубом «Реал Сарагоса», у складі якого провів наступні п'ять років своєї кар'єри гравця.
Згодом з 1940 по 1943 рік грав у складі команд клубів «Еркулес» та «Маласітано».
Завершив професійну ігрову кар'єру у клубі «Альхесірас», за команду якого виступав протягом 1943—1943 років.

## Виступи за збірну
1930 року провів свій єдиний офіційний матч у складі національної збірної Іспанії.

## Кар'єра тренера
Розпочав тренерську кар'єру, ще продовжуючи грати на полі, 1935 року, очоливши тренерський штаб клубу «Реал Сарагоса». 1941 року став головним тренером команди «Маласітано», тренував клуб з Малаги два роки.
Згодом протягом 1944—1946 років очолював тренерський штаб клубу «Саламанка». 1946 року прийняв пропозицію попрацювати у клубі «Реал Сарагоса». Залишив клуб з Сарагоси 1947 року.
Протягом одного року, починаючи з 1952, був головним тренером команди «Реал Бетіс».
Протягом тренерської кар'єри також очолював команди клубів «Еркулес», «Реал Ліненсе», «Паленсія», «Вільєна» та «Пуертояно».
Останнім місцем тренерської роботи був клуб «Оріуела», головним тренером команди якого Мануель Оліварес був з 1953 по 1954 рік.
Помер 16 лютого 1976 року на 67-му році життя у місті Мадрид.

## Досягнення
- Чемпіон Іспанії:

«Реал Мадрид»: 1931–1932, 1932–1933
- Володар кубка Іспанії:

«Реал Мадрид»: 1934